# La Salud (Quivicán)
La Salud es la segunda población en magnitud del Municipio de Quivicán, en la provincia de La Habana. A partir del 1 de enero de 2011, perteneciente a la provincia Mayabeque
Fue municipio hasta 1976, con una extensión de 74 kilómetros cuadrados, limitando al este con el de Batabanó, al sureste con Quivicán, al sur con Güira de Melena, al oeste con San Antonio de los Baños y al norte con el de Bejucal.
Santo Patrón: Santo Cristo 
Gentilicio: saludeño, saludeña 

## Población
La población del municipio en 1943 era de 6074 personas. En el 2008 la población del pueblo de La Salud (Consejo Popular)propiamente se estima en 6000 habitantes.
Población del municipio de La Salud de Acuerdo a los censos 
Censo: 
1943: 6.074 habitantes
1931: 6.225 habitantes
1919: 5.722 habitantes
1907: 4.798 habitantes
1899: 3.293 habitantes

## Jurisdicción
En 1940 el término municipal de La Salud era parte del partido judicial y distrito fiscal de Bejucal, fue partido de segunda clase. El ayuntamiento se creó en 1879, segregándose de Bejucal a cuya jurisdicción municipal pertenecía. En 1899 fue reorganizado y en 1902 suprimido regresando a Bejucal. En 1912, por ley de la República el municipio de La Salud fue creado de nuevo. En 1976, con la Nueva División Político-Administrativa de Cuba, el municipio fue suprimido y anexado a Quivicán. 

## Barrios
Los barrios del antiguo municipio de La Salud fueron: Buenaventura, Güiro del Boñigal, y Pueblo. 
Buenaventura: la población de este barrio era de 506 personas en 1943. Después de 1976 pasó a Bejucal
Güiro Boñigal: este barrio en 1943 contaba con una población de 1,047 personas. Se encuentra a seis kilómetros de La Salud. 
Pueblo: La Salud. 

## Historia
También se le llamó Gabriel antiguamente. Su fundación data de 1802, año en que los señores Miguel de Córdoba y Lorenzo Galve cedieron los solares indispensables para el pueblo y la iglesia que se edificó de madera y guano bajo la advocación del Santo Cristo y como auxiliar de la parroquia de San Antonio de los Baños. Como muy pronto se deteriorara, los vecinos construyeran otra sólida de mampostería, que fue, en su tiempo, una de las mejores de aquella comarca. En 1841 la población del poblado contaba con 131 habitantes, en 1852 con 214 y en 1858 con 130 personas. La población había ascendido a 4,525 en 1940. En 1990 La Salud contaba con alrededor de unos 7 000 habitantes, cifra que en la actualidad se ha mantenido constante.

## Economía
Agricultura: en 1957 contaba con 470 fincas, siendo aprovechado un 48% de sus tierras (3,500 hectáreas) en la agricultura. Los productos agrícolas más importantes eran: el tabaco, la caña de azúcar, cítricos y frutos menores (destacándose la producción de frijoles, maní y maíz). 
Ganadería: en 1952 este municipio tenía 6,100 reces. 
A pesar de la Reforma Agraria de 1959, la mayor parte del terreno de este pueblo se ha mantenido en manos privadas, y siempre ha sido muy fértil y un buen productor agrícola. 

## Fiestas Populares
Tradicionalmente se celebra el Festival del Maní (o fiesta del Maní), se hace generalmente el segundo fin de semana de noviembre.
También en vísperas de año nuevo se realiza una muy importante celebración que es la quema del muñeco que representa el año viejo. Esta actividad comienza varios meses antes del 31 de diciembre con la recolección de los materiales para la confección del Año Viejo. En la noche del último día del año a partir de las 10:00 p. m., todos los saludeños salen sus hogares (muchos llevan disfraces festivos) y van hacia el parque de la comunidad, allí con una conga se pasea al muñeco por todo el pueblo, actividad esta que culmina posicionándolo en la plataforma donde posteriormente se le prende fuego. Este momento es la cúspide de la celebración, seguido por todos los habitantes de la comunidad que en este instante se abrazan, besan, saludan y felicitan por el nuevo año. Esta tradición es muy conocida por los habitantes de otras localidades cercanas a La Salud que también viajan hacia allí para presenciar estos acontecimientos.
Posteriormente se realiza frente a la Iglesia Santo Cristo de La Salud se presenta una carroza donde niños y jóvenes muestran con cantos, poesías y bailes, muchos aspectos significativos de la cultura local e histórica cubana.
A estas actividades concurre casi toda la población.
- Datos: Q2881917